# 藤原保幸
藤原 保幸（ふじわら やすゆき、1954年〈昭和29年〉6月28日 - ）は、日本の政治家、官僚。兵庫県伊丹市長（5期）。

## 来歴
伊丹市出身。白ゆり幼稚園、伊丹市立伊丹小学校、灘中学校・高等学校を経て東京大学工学部を卒業し、1977年（昭和52年）に建設省へ入省する。千葉県庁、兵庫県庁への出向を経て、2000年（平成12年）に建設省（翌年より国土交通省）へ復帰し、住宅局住環境整備室長となる。
2002年（平成14年）に伊丹市助役となった後、2005年（平成17年）に引退した松下勉市長の後継で市長選挙に立候補し、初当選する。2期目の2009年（平成21年）と4期目の2017年（平成29年）は他に市長選挙の立候補者がなく、無投票で当選した。

### 大阪国際空港に対する姿勢
就任当初より、1994年（平成6年）の関西国際空港開港に伴い一部で廃港が主張されている大阪国際空港（伊丹空港）に関して、「市の発展に不可欠」との立場で「存続・活性化」「国際線復活」を掲げている。市長1期目の2007年（平成19年）には、大阪国際空港周辺都市対策協議会会長としてそれまでの市の見解であった1973年（昭和48年）の市議会決議「大阪国際空港撤去都市宣言」から大きく方針を転換する「大阪国際空港と共生する都市宣言」の決議を市議会に提案し、賛成多数で採択された。
2013年（平成25年）の市長選挙に3期目を目指して立候補。かねてから関西国際空港への機能集約・強化を是とする立場より伊丹廃港を主張し、前年に周辺都市対策協議会を脱退した大阪市の橋下徹市長が共同代表を務める日本維新の会が前市議会議員の岩城敏之を党公認候補として擁立した。この選挙は現職の藤原と岩城他2名との争いとなったが、同日に市長選挙が行われた隣の宝塚市と合わせ大阪府を地盤とする維新の会の兵庫県本格進出として大きな注目を集めた。
選挙戦では岩城が伊丹空港の存廃について「判断は民間企業（新関空会社）に任せるべき」として争点化を避けたのに対して藤原は「空港の存続・活性化」を最重点公約に掲げた。また、告示直前に維新の会の浅田均政策調査会長が党の重点政策である大阪都構想に関連して「大阪だけでなく周辺10市くらいを合併し、尼崎や西宮を越えて神戸まで特別区にしたい」との私案を述べたことについて、反対の立場を表明し「伊丹を大阪の植民地にしてはいけない」と訴えた。
開票の結果、初当選した2005年市長選の得票を大幅に上回る41267票を獲得し、維新公認の岩城に3倍以上の大差を付ける圧勝で3選を果たす。選挙戦について「対立候補というよりも橋下大阪市長と戦っている気がした」と振り返ると共に、維新の会共同代表の橋下市長や幹事長の松井一郎大阪府知事が何度も応援演説に入ったことについて「大阪府知事、大阪市長の2人が乗り込んできて、伊丹市民にあれこれ言うのはいかがなものか」と批判し、同日の宝塚市長選挙でも現職の中川智子市長が維新公認候補に大差を付けて再選されたことを念頭に「維新が兵庫に入ってくるのを撃退した」と強調した。
2021年の市長選では、コロナ禍で空港に対する議論は低調であり、日本維新の会も「現時点で対立する争点はない」と判断し、藤原は自民・公明に加えて維新の県組織「兵庫維新の会」からも推薦を受け、5選を果たした。